# Funaria
Funaria (Snobørste) er en stor slægt af mosser, dog kun med en enkelt art i Danmark. Funaria betyder 'fra reb' og hentyder ligesom det danske navn til den snoede seta.
| Danske arter |

- Almindelig snobørste Funaria hygrometrica

## Ekstern henvisning
- www.itis.gov Arkiveret 1. april 2016 hos  Wayback Machine Systematik.